# Las Barrancas, Zozocolco de Hidalgo
Las Barrancas är en ort i Mexiko.   Den ligger i kommunen Zozocolco de Hidalgo och delstaten Veracruz, i den sydöstra delen av landet, 180 km öster om huvudstaden Mexico City. Las Barrancas ligger 315 meter över havet och antalet invånare är 278.
Terrängen runt Las Barrancas är kuperad. Runt Las Barrancas är det ganska tätbefolkat, med 207 invånare per kvadratkilometer. Närmaste större samhälle är Olintla, 12,3 km väster om Las Barrancas. I omgivningarna runt Las Barrancas växer i huvudsak städsegrön lövskog.